# Piophila atrichosa
Piophila atrichosa är en tvåvingeart som beskrevs av Mcalpine 1977. Piophila atrichosa ingår i släktet Piophila och familjen ostflugor.
Artens utbredningsområde är Peru. Inga underarter finns listade i Catalogue of Life.